# Grillpølser i Måneskin
|  | Denne artikel er oprettet af botten Steenthbot ud fra en ekstern database. Den kan derfor have sproglige fejl eller mangler. Denne skabelon kan fjernes efter kontrol af indholdet. |

Grillpølser i Måneskin er en dansk kortfilm fra 2022 instrueret af Jonas Robstad Nielsen og Magnus Axelsen.

## Handling
I Grillpølser i Måneskin følger vi den uheldige Omar, der i et mislykket forsøg på at hævne sig på den xenofobiske racist Jan, bliver nødt til at begå det røveri, han selv lige har anmeldt til politiet. Intet går efter planen, og pludselig står den selvudnævnte anti-racist Ditte nu på gerningsstedet. Omar skal nu tage et valg om hvad der vigtigst for ham - at få hævn, eller at få alle, inklusiv ham selv, mindst muligt i fedtefadet. Omar er fanget i et spindelvæv af uheldige hændelser og brændte grillpølser. En ting er sikkert. Alt kan og vil gå galt.

## Medvirkende
- Wahid Sui, Omar
- Rasmus Hammerich, Jan
- Sissal Drews Hjaltalin, Ditte
- Mads Nørby, Karsten